# Japanse lork
De Japanse lork, Japanse larix, Goudlarix of Goudlork (Larix kaempferi, synoniemen: Larix leptolepis, Pinus kaempferi) is een plantensoort uit de dennenfamilie (Pinaceae). De plant is door de Engelse coniferenspecialist Aylmer Bourke Lambert als Pinus kaempferi vernoemd naar Engelbert Kaempfer. Élie-Abel Carrière heeft de soort vervolgens ingedeeld in het geslacht Larix. 

## Beschrijving
In vergelijking met de Europese lork (Larix decidua) heeft de Japanse lork een stijver, breder uitspringend figuur. De kroon is minder compact en cilindrisch en bij oudere exemplaren losgewerkt en uitspringend. De twijgen zijn horizontaal geplaatst en hangen niet door. De jaarscheuten zijn krachtiger dan bij Larix decidua en bezitten een roodachtige kleur (Larix decidua: geelachtig). De boom bereikt een hoogte van maximaal 50 meter. De naalden zijn zoals bij alle lorken gewoonlijk eenjarig en blauwgroen als bij Larix decidua. De schubben van de kegelvruchten zijn bij Larix kaempferi licht tot duidelijk opgerold, waar ze bij Larix decidua altijd aanliggend zijn.
Met het hartvormige wortelsysteem bezit de Japanse lork net als alle andere lariksen het voordeel tegenover sparren en dennen het voordeel de beide wortelvormen (vlak- en diepwortelsysteem) met elkaar te verbinden. Het sterk uitdijende wortelsysteem zorgt ervoor dat de soort veel bodemnutriënten kan opnemen, terwijl de diep reikende centrale wortel het grondwater bereiken kan en tevens een grotere weerstand kan bieden tegen omvallen door de wind.

## Verspreidingsgebied
De Japanse lork komt van nature voor in het centrale deel van het Japanse eiland Honshu. De soort is in Europa veel toegepast in gebieden buiten het natuurlijke verspreidingsgebied van de Europese lork. Met deze soort kruist de Japanse lork zich soms tot de bastaard Larix eurolepis (= Larix ×marschlinsii). De Japanse Larix komt  in Europa met name voor in het noorden in Groot-Brittannië en Ierland. 

## Vermeerdering en opbouw
De Japanse lork draagt haar eerste zaden na tien tot vijftien jaar, maar draagt slechts eens per drie tot zeven jaar zaden. De zaden rijpen in hetzelfde jaar als de bevruchting plaatsvindt. De kegels hangen aan de boom en open zich slechts bij droogte, om dan de kleine gevleugelde zaden vrij te geven.
Om te rijpen behoeven de zaden geen directe zon; ze komen ook op in de grond in de schaduw van de boom. De jonge planten vereisen echter wel veel licht en verdragen in tegenstelling tot bijvoorbeeld de fijnspar (Picea abies) weinig schaduw. Als de plant voldoende licht krijgt groeit ze erg snel. Op een leeftijd van tien jaar bereikt ze, mits niet verplant, een hoogte tot 5 meter (bij de fijnspar is dit slechts 3,5 meter) en kan zo de strijd aan met de even snelgroeiende douglasspar (Pseudotsuga menziesii).

## Bijzonderheden
Net als de Europese lork heeft ook de Japanse larix te maken met begeleidende saprofyten en symbionten, zoals de gele ringboleet (Suillus grevillei) en de holsteelboleet (Boletinus cavipes). Daarnaast zetten korstmossen zich graag op oude Japanse larixen. Zo werden op Japanse larixen in het Thüringer Woud in de omgeving van Suhl vertegenwoordigers van baardmos (Usnea) herontdekt, die aldaar meer dan 30 jaar als uitgestorven golden.
De soort is gevoeliger voor wolluis dan de Europese lork.

## Economisch gebruik
De Japanse lork wordt net als de Europese lork gebruikt voor de bosbouw. Omdat de soorten vaak door elkaar groeien wordt het hout niet afzonderlijk geclassificeerd. Daarnaast wordt de soort bijvoorbeeld in Duitsland ingezet om in het Thüringer Woud bossen op grotere hoogten, die door klimatologische omstandigheden (sneeuw, wind en luchtvervuiling) waren uitgedund, weer te stabiliseren.

## Voetnoten
1. ↑  In de twintigste editie van de Heukels werd 'larix' als Nederlandse naam genoemd. Dendrologie van de lage landen van Boom en de Woordenlijst van de Nederlandse Taalunie spellen de naam als 'lariks'. In de drieëntwintigste editie van de Heukels wordt enkel 'lork' als Nederlandse naam genoemd.

... · 
L. decidua (Europese lork) · 
L. gmelinii (Aziatische lariks) · 
L. griffithii · 
L. kaempferi (Japanse lariks) · 
L. olgensis · 
L. sibirica (Siberische lariks) · 
...